# Seqera Labs
A Seqera Labs é uma empresa de bioinformática que desenvolve tecnologia para pipelines de dados, fundada em 2018 em Barcelona. É um spin-off do Center for Genomic Regulation (CRG) fundado por Evan Floden e Paolo di Tommaso e seus serviços estão amplamente relacionados ao software de código aberto Nextflow lançado em 2013.
Em 2022, a empresa angariou 22 milhões de euros em um round de financiamento Série A. Também recebeu várias doações da Iniciativa Chan Zuckerberg.